# Сандстон (Вірджинія)
Сандстон (англ. Sandston) — переписна місцевість (CDP) в США, в окрузі Генрайко штату Вірджинія. Населення — 7779 осіб (2020).

## Географія
Сандстон розташований за координатами 37°30′47″ пн. ш. 77°18′47″ зх. д. / 37.51306° пн. ш. 77.31306° зх. д. (37.513059, -77.313000).  За даними Бюро перепису населення США в 2010 році переписна місцевість мала площу 25,73 км², з яких 25,55 км² — суходіл та 0,18 км² — водойми.

## Демографія
Згідно з переписом 2010 року, у переписній місцевості мешкала 7571 особа в 3112 домогосподарствах у складі 1981 родини. Густота населення становила 294 особи/км².  Було 3345 помешкань (130/км²).
Расовий склад населення:
| - 60,6 % — білих - 32,9 % — чорних або афроамериканців - 1,3 % — азіатів - 0,9 % — корінних американців - 0,1 % — вихідців з тихоокеанських островів - 1,9 % — осіб інших рас |

До двох чи більше рас належало 2,3 %. Частка іспаномовних становила 4,7 % від усіх жителів.
За віковим діапазоном населення розподілялося таким чином: 26,1 % — особи молодші 18 років, 62,1 % — особи у віці 18—64 років, 11,8 % — особи у віці 65 років та старші. Медіана віку мешканця становила 34,7 року. На 100 осіб жіночої статі у переписній місцевості припадало 85,2 чоловіків;  на 100 жінок у віці від 18 років та старших — 78,8 чоловіків також старших 18 років.
Середній дохід на одне домашнє господарство  становив 53 341 долар США (медіана — 46 890), а середній дохід на одну сім'ю — 59 700 доларів (медіана — 55 104). Медіана доходів становила 39 938 доларів для чоловіків та 40 089 доларів для жінок. За межею бідності перебувало 16,8 % осіб, у тому числі 27,1 % дітей у віці до 18 років та 9,1 % осіб у віці 65 років та старших.
Цивільне працевлаштоване населення становило 3477 осіб. Основні галузі зайнятості: освіта, охорона здоров'я та соціальна допомога — 22,9 %, роздрібна торгівля — 11,8 %, фінанси, страхування та нерухомість — 11,8 %.